# Deutsches Rechenzentrum
Koordinaten: 49° 52′ 17,2″ N, 8° 38′ 17,6″ O
Das Deutsche Rechenzentrum (DRZ) in Darmstadt war in den Anfängen der elektronischen Datenverarbeitung (DV) eine zentrale Einrichtung, die als einzige für Wissenschaftler aus allen Teilen der Bundesrepublik einen Großrechner bereitstellte. Es zählte in den 1960er Jahren zu den modernsten Einrichtungen ihrer Art in Europa und leistete Pionierarbeit, indem es Wissenschaftler nahezu aller Disziplinen an die neue Technik des elektronischen Rechnens heranführte, sie in Kursen und Seminaren unterrichtete und mit eigenem Fachpersonal bei der Lösung ihrer Problemstellungen begleitete.
Sein besonderes Verdienst bestand darin, dass es
- durch Benutzerservice, Benutzerberatung und Ausbildung wertvolle Anschubhilfe leistete und
- auf Grund seiner vielfältigen Arbeitskontakte zu DV-Entwicklern und -Nutzern eine wichtige Katalysatorfunktion für die Verbreitung der DV in Deutschland übernahm.

## Geschichte
Ende der 1950er Jahre reiften die Pläne zur Errichtung eines zentralen Deutschen Rechenzentrums aus der Überlegung heraus, dass es für die deutsche Forschung eminent wichtig sei, leistungsfähige Hilfseinrichtungen, insbesondere elektronische Rechenmaschinen, bereitzustellen. Das Deutsche Rechenzentrum wurde am 3. Oktober 1961 gegründet. Es war das erste Rechenzentrum in Deutschland, das unabhängig von einer Hochschule errichtet wurde und allen Hochschulen und hochschulfreien Forschungsinstituten die Bearbeitung wissenschaftlicher Probleme auf einem Großrechner ermöglichte.
Unter einem Großrechner verstand man eine Anlage, die deutlich leistungsfähiger war als das Gros der damals verfügbaren Rechner und die sich deshalb besonders zur Lösung „großer“, aufwendiger Aufgabenstellungen eignete. Gleichzeitig aber war eine solche Anlage zu jener Zeit auch physisch groß, und ihr Betrieb erforderte viel Raum und Personal.
Die Gründung des DRZ geht auf Planungen der „Kommission für elektronische Rechenanlagen“ der Deutschen Forschungsgemeinschaft (DFG) seit 1956 zurück. Danach sollte eine größere Zahl „lokaler“ und „regionaler“ Rechenzentren mit kleinen und mittleren Maschinen an den Hochschulen geschaffen werden. Ergänzend sollte ein „überregionales“ Großrechenzentrum eingerichtet werden, um diejenigen Aufgaben, die von den Rechenzentren einer Hochschule nicht bewältigt werden konnten, wahrzunehmen. Mit der Verwirklichung dieses Gedankens wurde 1958 begonnen.
Alwin Walther, Erbauer des Darmstädter Rechenautomaten DERA und Leiter des Instituts für Praktische Mathematik (IPM) an der Technischen Hochschule Darmstadt, war eine treibende Kraft in dieser Entwicklung. Er war Mitglied der Kommission für elektronische Rechenanlagen und warb seit 1956 für die Errichtung eines überregionalen Großrechenzentrums. Sein Konzept sah allerdings vor, im DRZ neben Dienstleistung auf jeden Fall auch Computerforschung anzusiedeln. Nach dem Willen der Stifter dagegen sollte das DRZ primär eine Dienstleistungseinrichtung für die deutsche Forschung werden.
1958 bot die Firma IBM Deutschland der DFG an, eine Rechenanlage IBM 704 unentgeltlich zur Verfügung zu stellen und deren Wartung zu übernehmen. Als die Anlage im November 1960 nach Deutschland kam, war das Gebäude für das Deutsche Rechenzentrum in Darmstadt noch nicht fertig. Deshalb brachte man sie zunächst in das IBM-Rechenzentrum in Düsseldorf und ab August 1961 bis zur Fertigstellung des Baus nach Stuttgart-Vaihingen in das Institut für Physik der Strahlantriebe (später Teil des DLR-Forschungszentrums). Im April 1962, etwa 2 ½ Jahre nach Baubeginn, zog sie schließlich in den Neubau in der Rheinstraße in Darmstadt ein. Doch schon im folgenden Jahr wurde diese Anlage von der DFG mit Mitteln der Stiftung Volkswagenwerk durch eine (sechsmal leistungsfähigere) IBM 7090 mit einer peripheren Anlage IBM 1401 ersetzt.
Die offizielle Einweihung des DRZ fand am 12. Juni 1963 im Rahmen eines Offenen Hauses unter Beteiligung zahlreicher prominenter Ehrengäste und Besucher mit Vorführungen und großer Resonanz in der Presse statt. In der Frankfurter Rundschau war zu lesen:
„Wahrscheinlich wird die Bedeutung der Kybernetik (heute würde man sagen: der Informatik) auf die Dauer nicht im Vorhandensein solcher großen Zentren liegen, sondern darin, dass viele kleine Rechenautomaten zu den verschiedensten Zwecken zur Verfügung stehen.“

Die IBM 7090 wurde Ende April 1966 von der Firma IBM Deutschland zur Förderung der deutschen Forschung – wiederum unentgeltlich – in eine IBM 7094 umgebaut. Damit erhöhte sich die Leistungsfähigkeit noch um 30 bis 40 %.
Spätestens 1966 zeigte sich, dass das Konzept eines überregionalen Dienstleistungsbetriebs voll aufgegangen war: Die Anlagen liefen unter Volllast, in drei Schichten. Die Zahl der benutzenden Institute war von etwa 20 im Jahr 1961 auf rund 340 im Jahr 1966 angestiegen.
Aufgrund der rapide wachsenden Inanspruchnahme seiner Rechenkapazität sah sich das DRZ ab 1966 gezwungen, zusätzlich freie Kapazitäten anderer Rechenzentren zu nutzen; dazu gehörten das Max-Planck-Institut für Plasmaphysik (IPP) in Garching, das Institut für Hochenergiephysik der Universität Heidelberg, das Europäische Raumflugkontrollzentrum (ESOC) in Darmstadt und die Kernforschungsanlage Jülich (KFA).
In Anbetracht der Überlastung seiner Anlagen stellte das DRZ 1965 den Antrag an die DFG auf Beschaffung einer leistungsfähigeren Anlage IBM System/360-75 sowie von Fernübertragungseinrichtungen. Diesem Antrag wurde nicht stattgegeben. Stattdessen bestellte die DFG als Sachbeihilfe für das DRZ die Rechenanlage TR 440 der Firma AEG-Telefunken. Ende 1968 wurde sie geliefert und im Februar 1969 offiziell in Betrieb genommen, konnte allerdings zunächst nur mit einem vorläufigen Betriebssystem betrieben werden. Ab Dezember 1970 stand die endgültige Version zur Verfügung.
In der zweiten Hälfte der 60er Jahre machte der Ausbau der örtlichen und regionalen Rechenzentren an den Hochschulen sehr schnelle Fortschritte. Bald fanden sich in beträchtlicher Zahl sehr leistungsfähige Rechner in Wissenschaft, Wirtschaft und im öffentlichen Bereich. Die technischen Voraussetzungen für den Zugriff auf entfernte Rechner (Datenfernverarbeitung) und den Verbund unabhängiger Rechner (Verbundsysteme) waren grundsätzlich geschaffen. Damit wurde zumindest eine der ursprünglichen Aufgaben des DRZ, nämlich das zentrale Angebot von Rechenkapazität, hinfällig.
Planungen und Überlegungen zur zukünftigen Entwicklung des DRZ konzentrierten sich Anfang der 1970er Jahre auf Grund seiner Arbeiten, seiner Erfahrungen und der absehbaren Erfordernisse auf die Thematik von Datenfernverarbeitung und Computerverbundnetzen sowie einen Anschluss an die 1968 gegründete Großforschungseinrichtung GMD-Forschungszentrum Informationstechnik.
Zum 1. Januar 1973 übernahm die Gesellschaft für Mathematik und Datenverarbeitung das DRZ als GMD-Institut für Datenfernverarbeitung.

## Aufgaben
Das DRZ hatte im Wesentlichen die folgenden Aufgaben:
- Dienstleistung: Die Lösung wissenschaftlicher Probleme aus allen Disziplinen und aus Instituten ganz Deutschlands mit Hilfe seiner Datenverarbeitungssysteme;
- Forschung: Die eigene Forschung und Entwicklung auf dem Gebiet der Computerwissenschaften und -anwendungen;
- Ausbildung: Die Ausbildung von Wissenschaftlern und technischen Fachkräften im Bereich der Informatik.

### Dienstleistung
Der Dienstleistungsbetrieb des DRZ stand allen gemeinnützigen wissenschaftlichen Forschungsinstituten, die überwiegend von der öffentlichen Hand getragen wurden, zur Verfügung. Dazu gehörten z. B. die wissenschaftlichen Hochschulen und Hochschulinstitute Deutschlands, Institute der Max-Planck-Gesellschaft und Anstalten des Bundes und der Länder mit Forschungsaufgaben. Für die gewerbliche Nutzung bestimmte Aufgaben (z. B. aus Industrie und Wirtschaft) durften im DRZ nicht durchgeführt werden.
Das Spektrum der Disziplinen, aus denen die Benutzer des DRZ kamen, war bereits in der Anfangszeit überaus breit. Neben den Hauptanwendungen aus Naturwissenschaften, Technik und Mathematik wurden wiederholt auch Aufgaben aus speziellen Bereichen an das DRZ herangetragen wie z. B. Untersuchungen zur Preisbildung bei Schlachtkühen, zum Kulturwandel in Nigeria oder zu Bundestagswahlen, Zytologische Analysen, Wettervorhersage, Blindenschriftübersetzung, Sanskrit-Wörterbuch bis hin zu Computerkunst. Auch die ZVS (Zentralstelle für die Vergabe von Studienplätzen) rechnete viele Jahre in Darmstadt.
Für anreisende Benutzer standen im DRZ zahlreiche Benutzerräume und periphere Geräte zur Verfügung. Um auswärtigen Benutzern Zeit und Kosten der Reise zu ersparen, wurde im DRZ ein Auftragsdienst eingerichtet, der sich stellvertretend für die Benutzer um die Ausführung der Aufträge kümmerte. Häufig benutzte Programme waren bei diesem Auftragsdienst deponiert. Der Anteil der über den Auftragsdienst abgewickelten Aufgaben betrug bis zu 50 %.
Damit Benutzer die Möglichkeit hatten, ihre Aufgaben selbständig zu bearbeiten, wurden für sie Programmierkurse und Seminare abgehalten.
Ein allgemeiner Programmberatungsdienst stand ständig bereit, um den Benutzern bei Schwierigkeiten im Gebrauch der Systeme behilflich zu sein. In manchen Fällen haben Mitarbeiter und Benutzer ein Programm auch gemeinsam entwickelt. Außerdem stand eine große Programmbibliothek zur Verfügung. Sie enthielt am Schluss über 1000 eigene und fremde Programme, nicht zuletzt dank des regen Programmaustausches mit rund 20 Ländern aus aller Welt.

### Forschung und Entwicklung
Die an das DRZ gestellten Aufgaben bedingten, dass sich die wissenschaftliche Tätigkeit der Mitarbeiter überwiegend auf Anwendungen bezog. Sie umfasste die Beratung von Wissenschaftlern anderer Institute bei der Lösung ihrer Probleme, aber auch eigene Forschung, Entwicklung und Erprobung neuer Methoden und Verfahren der DV. Beispiele aus der eigenen Forschung sind Arbeiten zur Ägyptologie, philologischen Texterschließung oder Stundenplanerstellung. Fachlich gliederte sich der wissenschaftliche Mitarbeiterstab in Numerik (mit Themen aus Mathematik, Physik, Chemie, Ingenieurwissenschaften), Statistik (mit Psychologie, Medizin, Biologie, Wirtschafts- und Sozialwissenschaften) und Nichtnumerik (Linguistik, Philologie, Historische, Rechts- und Literaturwissenschaften, Bibliothekswesen). Diese Fachgebiete repräsentierten ziemlich genau das Interesse der Benutzer an Anwendungen.
Im DRZ trafen sich Wissenschaftler aus ganz unterschiedlichen Disziplinen. Sie alle wollten den Großrechner zur Lösung ihrer Probleme nutzen, hatten darin aber zunächst noch kaum Erfahrung. So kam es zu einer interdisziplinären Zusammenarbeit. In deren Folge gingen DRZ-Mitarbeiter besonders der Frage nach, ob und welche Teilprobleme den unterschiedlichen DV-Anwendungen gemeinsam waren und wie man sie fachübergreifend mit allgemein nutzbaren („general purpose“) Bausteinen lösen könnte. Dazu wurden Algorithmen und Programme entwickelt, in einer Programmbibliothek hinterlegt, publiziert und Anwenderkreisen zur Verfügung gestellt.
Eine weitere, regelmäßige Tätigkeit des DRZ bestand darin, neu auf den Markt kommende Großrechner zu testen. Die Anlagen wurden mit Benchmarks und nach wissenschaftlichen Methoden entweder bei Herstellern oder bei Erstinstallationen in Europa und USA auf ihre Leistungsfähigkeit hin geprüft.
Die von Benutzern und den Mitarbeitern erzielten Ergebnisse wurden veröffentlicht.

### Ausbildung
Das Deutsche Rechenzentrum führte regelmäßig Kurse und Seminare zu Themen der DV durch und bildete Abiturienten zu mathematisch-technischen Assistenten aus. Ein Informatik-Studium gab es zu dieser Zeit noch nicht.
In ein- oder zweiwöchigen Kursen wurden interessierte Anwender in den damals aktuellen Programmiersprachen und Programmanwendungen aus- und weitergebildet. Ein großer Teil der Teilnehmer waren Assistenten und Studenten der Hochschulen. Zu den unterrichteten Programmiersprachen gehörten vor allem FORTRAN, aber auch ALGOL, COBOL, LISP, FORMAC, SIMSCRIPT und andere. Von 1961 bis 1970 erhielten etwa 3650 Benutzer eine Programmierausbildung. Spezialkurse behandelten spezifischere Themen, wie z. B. mathematische Formelverarbeitung mit dem Computer, nichtnumerische Probleme, Simulationssprachen, Anwendungen für Wirtschafts- und Sozialwissenschaftler, Psychologen und Mediziner, Regionalplaner, Rechtswissenschaftler und Linguisten. Begleitende Lehrgangsunterlagen wurden entwickelt.
Dem DRZ war eine Lehranstalt für Mathematisch-Technische Assistenten (MTA) angegliedert, in der Abiturienten zu staatlich geprüften MTAs ausgebildet wurden. Das Hessische Kultusministerium hatte eine Prüfungsordnung erlassen. Die Prüfung wurde vom Regierungspräsidium Darmstadt abgenommen. Die Ausbildung dauerte zwei Jahre und schloss den Besuch von mathematischen Vorlesungen (4. Semester) an der TH Darmstadt ein. Bis Januar 1970 gingen 37 so ausgebildete Fachkräfte aus der Lehranstalt hervor.

## Gebäude
Der Neubau des Gebäudes in Darmstadt kostete rund 5 Millionen DM. Zum Vergleich: Die IBM 7090 hatte seinerzeit einen Listenpreis von etwa 15 Millionen DM. Der heute noch bestehende Bau aus Stahlbeton und Glas bestand aus einem dreigeschossigen Mittelbau und zwei eingeschossigen Flügeln. Er hatte 85 Räume auf einer Nutzfläche von 2150 m². In einem klimatisierten Teil von 575 m² befanden sich die Räume für die DV-Anlagen, sowie Lochkartenanlage, Programmbibliothek und Magnetbandlager. Rund um diese Maschinensäle verlief eine Art Wandelgang, an dessen Außenseite sich Büros und andere Arbeitsräume aufreihten. Das Haus des DRZ an der Rheinstraße in Darmstadt wurde als architektonisch und technisch herausragend ausgezeichnet.
Nach den Worten des Vorsitzenden des Wissenschaftlichen Rates Alwin Walther bot das DRZ so etwas wie „Mönchszellen für moderne Wissenschaftler“. Statt sich mit Papier und Bleistift in ihr Studierzimmer zurückzuziehen, würden sie nunmehr nach Darmstadt fahren, um mit Hilfe der dortigen Computer in Tagen zu ergründen, wozu sie sonst Jahre gebraucht hätten. Den anreisenden Wissenschaftlern standen für ihren (u. U. mehrtägigen) Aufenthalt im DRZ teils Einzelzimmer mit Schreibtisch, Sesseln und Couch, teils Zweierzimmer mit einfachen Schreibtischen und Stühlen zur Verfügung. Einen reizvollen Kontrast zur Sachlichkeit der Räume bildete der wasserdurchflossene Innenhof, der mit seinen alten Bäumen zur wissenschaftlichen Meditation einlud.
Das Gebäude steht heute noch in der Rheinstraße 75 und beherbergt inzwischen das Fraunhofer-Institut für Sichere Informationstechnologie.

## Apparative und personelle Ausstattung
Das DRZ arbeitete seit März 1963 mit einer IBM 7090 (die etwa fünfmal leistungsfähiger als der Vorgänger IBM 704 war). Sie wurde 1966 auf eine IBM 7094 (Modell I) hochgerüstet (was nochmals 30 % Leistungsgewinn brachte). Letztere verfügte über 13 Magnetbandeinheiten und einen Plattenspeicher zur Speicherung von Daten und Programmen. Hinzu kamen als periphere Rechner zwei IBM 1401, sowie Kartenleser, Kartenstanzer und Drucker. Der Wert der gesamten Anlage belief sich auf etwa 18 Millionen DM. Dies alles waren noch Rechenanlagen der zweiten Generation, aufgestellt in einer voll klimatisierten Maschinenhalle von circa 340 m² und von Besuchern zu bewundern durch eine etwa 25 m lange Glasfront.
Die DV-Anlagen arbeiteten im Stapelbetrieb, das heißt die Aufträge wurden ohne Benutzerdialog abgewickelt. Die Programme und Daten der Benutzer wurden auf Lochkarten gestanzt und von einer 1401 über Lochkartenleser eingelesen und für die Verarbeitung auf der 7094 auf Magnetband geschrieben. Die 7094 lieferte die Ergebnisse auf Magnetbändern an die 1401; dort wurden sie, je nach Fall, auf einem Schnelldrucker, Plotter („Koordinatenzeichengerät“) oder Kartenstanzer ausgegeben. Die Benutzer verkehrten mit der DV-Anlage nur über Ein- und Ausgaberäume, wo sie ihre Aufträge abliefern bzw. die Ergebnisse abholen konnten. Das System der Lochkarte als Datenträger erforderte überdies, eine Reihe von Räumen mit Kartenlochern, Kartendoppler, Tabelliermaschine und Lochkartensortierer vorzuhalten, sowie zugehöriges Personal, das die Benutzer von derlei Arbeit entlasten konnte. Ab 1965 gab es auch die Möglichkeit, Programme und Daten, die über Fernschreiber übermittelt wurden, per Lochstreifen ein- und auszugeben.
Als erste Rechenanlage der dritten Generation kam Ende 1966/Anfang 1967 – allerdings nur für kurze Zeit – die IBM/360-50 der Westfälischen Wilhelms-Universität in Münster ins Haus. Man konnte sich mit der Neuerung vertraut machen. 1969 wurde dann der neue Digitalrechner von AEG-Telefunken, der TR 440, in einem zweiten Maschinensaal neben dem ersten, mit der IBM 7094 belegten, aufgestellt. Dies war zunächst eine vorläufige Version mit Doppel-TR4-System und ab Dezember 1970 die endgültige Version mit BS3-System. Als zugehörige periphere Anlage diente eine TR86S mit sechs Sichtgeräten und zehn Fernschreibern. Der Wert der Anlage betrug etwa 10 Millionen DM.
Der Stab des DRZ wuchs zwischen 1962 und 1969 von etwa 20 auf 60 wissenschaftlich-technische Mitarbeiter. Dazu kamen noch einmal etwa halb so viele Mitarbeiter für technische Dienste, wie zum Beispiel Operateure, Dispatcherinnen, Locherinnen, Mitarbeiter im Auftragsdienst, Programmbibliothek und Bibliothek.
Sigrid Peyerimhoff, eine Benutzerin des DRZ, schilderte im Jahr 2002 den DRZ-Benutzerbetrieb 1966 wie folgt:

„Schaut man zurück aus Sicht von heute, wo eine Workstation oder ein Laptop PC mehr Leistung und Speicherkapazität bietet als 1966 das gesamte DRZ, so kann man kaum glauben, dass unter den gegebenen Umständen Methoden-Entwicklungen und echte Berechnungen durchgeführt werden konnten. Man erreichte das DRZ auf dreierlei Arten: Entweder man reiste per Zug oder Auto nach Darmstadt mit einem oder mehreren Kartons voller Lochkarten – vorausgesetzt man hatte in seiner Universität daheim einen Kartenlocher. Das war wahrscheinlich die ‚normale‘ Art. Man versuchte, die Programme zu übersetzen, Fehler zu korrigieren und – wenn man Glück hatte – speicherte die Programme irgendwo auf Band in Binärcode für die weitere Verwendung im DRZ. Solch ein Verfahren klappte ganz gut, solange ein freundlicher Mitarbeiter sich um die Programme kümmerte und für weitere telefonische Anweisungen zur Verfügung stand. […] Die zweite Art war, Karten per Post ans DRZ zu senden, aber Programme auf diese Weise zu ‚debuggen‘ oder laufen zu lassen, war ein sehr langsamer Prozess. Wenn man großes Glück hatte, konnte man die dritte Art nutzen: Einen Fernschreiber (was an Universitäten die große Ausnahme war), mit dem man Eingabedaten für Programme, die schon in binär irgendwo im DRZ gespeichert waren und von DRZ-Personal verwaltet wurden, senden konnte. Die Ausgabe wurde immer mit normaler Post zurückgesandt.“

## Organisation
Das Deutsche Rechenzentrum war eine Stiftung privaten Rechts der Bundesrepublik, des Landes Hessen und der Deutschen Forschungsgemeinschaft. Das Gebäude wurde vom Bundesinnenministerium finanziert, während das Land Hessen den laufenden Unterhalt des Institutes bestritt und die Deutsche Forschungsgemeinschaft die Großrechenanlage beisteuerte. Das Grundstück gehört dem Bund.
Die Stiftungsorgane waren
- das Kuratorium, zuständig für alle Verwaltungsfragen, zusammengesetzt aus Vertretern der Hessischen Kultus- und Finanzministerien, der Bundesministerien für wissenschaftliche Forschung und der Finanzen, der DFG und der TH Darmstadt;
- der Wissenschaftliche Rat, der die allgemeinen wissenschaftlichen Richtlinien aufstellte und den Stiftungsvorstand beriet, zusammengesetzt aus wechselnden Vertretern aus Wissenschaft und Forschung;
- der Stiftungsvorstand, zuständig für die Aufstellung und Durchführung des wissenschaftlichen Arbeitsprogramms (1961 bis 1970 Ernst Glowatzki).

Die Stiftung arbeitete ohne Gewinnabsichten und verfolgte ausschließlich gemeinnützige Zwecke.

## Nachwirkungen
Das Deutsche Rechenzentrum wirkte als eine Art Kristallisationspunkt für das Wachstum der elektronischen Datenverarbeitung in Deutschland. Mit der Einrichtung eines überregionalen Zentrums entstand in der Frühzeit der EDV ein Ort, wo Wissenschaftler aus ganz Deutschland – und dem Ausland – sich regelmäßig trafen und ihre Erfahrungen mit der neuen Technik austauschten. Man sammelte ein gemeinsames Basiswissen über
- die Anwendungsmöglichkeiten und Varianten von Computern
- die Organisation eines Rechenzentrumsbetriebs und
- die Überbrückung größerer Entfernungen zwischen Mensch und Maschine.

Dieses Basiswissen half später beim Aufbau zahlreicher lokaler Rechenzentren, bei ihrer fachlichen Ausrichtung, der Ausstattung und Anbindung an andere Zentren zwecks Rechner-Verbundes.
Bereits in den 1960er Jahren gab es Know-how-Transfer durch Mitarbeiter des DRZ, die in andere Stellen wechselten. Beispiele sind: Hoch- und Fachschulen (z. B. Münster), Rechenzentren (z. B. Bremen, Würzburg), europäische Institute (z. B. EURATOM, ESOC), Behörden (z. B. Post, Bundespresseamt), DV-Industrie (z. B. Software AG), Wirtschaftsberatungsinstitute (z. B. DIVO) oder Wirtschaft (z. B. Lufthansa).
Das DRZ wurde zu einer Zeit aufgelöst (indem es in einer anderen Einrichtung, der GMD, aufging), als die Umsetzung des Datenfernzugriffs und der Vernetzung von Rechnern anstand. So hatten sich die Mitarbeiter fachlich in die Datenfernverarbeitung eingearbeitet und brachten ihr Knowhow mit in die Gesellschaft für Mathematik und Datenverarbeitung (GMD) ein. Im Jahre 2001 wurde die GMD in die Fraunhofer-Gesellschaft integriert, und seitdem befindet sich in dem historischen Gebäude in der Rheinstraße 75 in Darmstadt das Fraunhofer-Institut für Sichere Informationstechnologie (SIT).